# 藍濟卿
藍濟卿（1514年—？），字用楫，福建福州府侯官縣人，民籍，明朝政治人物。同進士出身。

## 生平
嘉靖十三年（1534年）甲午科福建鄉試第六十七名，嘉靖十四年（1535年）乙未科三甲一百九十名進士。初授官內閣中書，前往冊封徽府。二十二年十二月選四川道監察御史。因忤逆權貴，謫宿州通判，改弋阳縣知縣。歷升戶部員外郎、郎中。官至梧州府知府，以終養歸鄉。

## 家族
曾祖藍森；祖父藍璉，曾任義官；父藍汝學。母郭氏。重庆下。